# Río Berd
El río Berd (del ruso: Река Бердь) es un río de la parte meridional de la Siberia Occidental rusa, un afluente de la margen derecha del río Obi. Su curso tiene una longitud de 363 km y drena una cuenca de 8.650 km² (similar a Puerto Rico).
Administrativamente, el río discurre por el krai de Altái (30 km) y el óblast de Novosibirsk  de la Federación Rusa.

## Geografía
El río Berd nace a una altitud de 440 m, en el macizo de Salaïr, en el Krai de Altái, cerca de la frontera con el Óblast de Kemerovo. Después de solamente 30 km, el río se interna por el óblast de Novosibirsk, por donde fluye describiendo amplios meandros en dirección oeste antes de desembocar, en la ciudad de Berdsk (88.445 hab. en 2002), en el río Obi, en un tramo en el que el Obi está embalsado. El embalse de Novosibirsk, construido entre 1950/59 a unos 20 km al sursureste de la ciudad de Novosibirsk (1.425.708 hab.), cuenta con una presa de 33 m de altura localizada a una altitud de 113 m s. n. m., con un lago artificial de 1.070 km² y una longitud de 200 km, de ellos 40 km en el valle del río Berd que anega hasta la ciudad de Iskitim (62.756 hab.). La longitud del río Berd antes de la construcción de la presa era de 416 km.
En Iskitim, a 40 km de la boca, el caudal medio es de 45,8 m³/s (con un mínimo en febrero de 10,9 m³/s y un máximo en mayo de 183 m³/s). Antes de desembocar en el embalse de Novosibirsk, el río tiene una anchura de unos 75 metros, una profundidad de 1,7 metros y una velocidad de 0,5 m/s. Los  mayores afluentes son el río Souenga (Суэнга) y el río Ik (Ик). 
El río atraviesa las ciudades industriales de Iskitim y Berdsk, donde es atravesado por el ferrocarril Novosibirsk-Barnaul (623.200 hab.) y la carretera nacional M52 Novosibirsk-frontera con Mongolia. 
El río Berd se congela  desde principios de noviembre a mediados de abril. Su curso es usado para el transporte de maderas flotantes.